# Distretti urbani di Duisburg

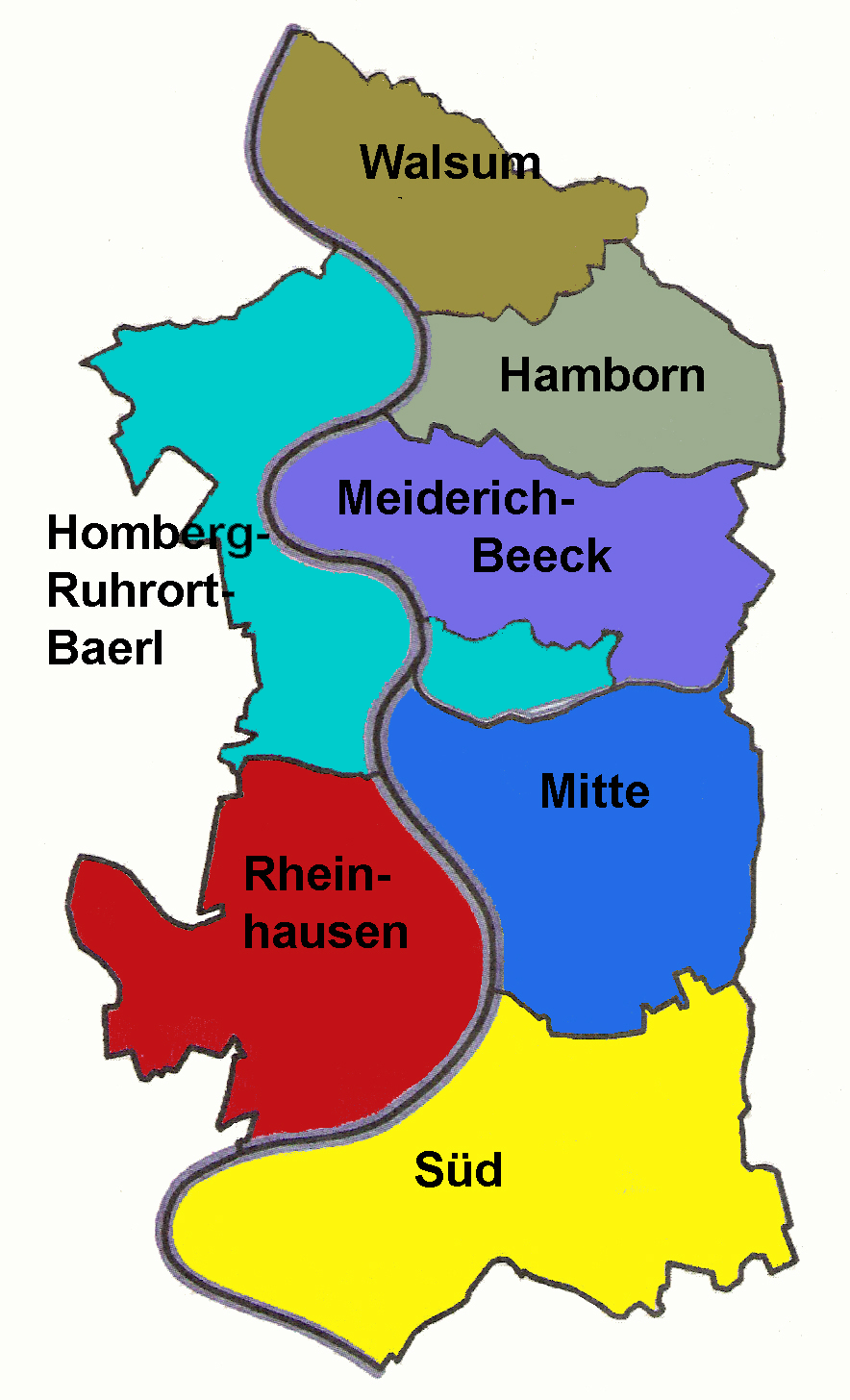
I 7 distretti urbani (Stadtbezirk) di Duisburg

Duisburg è suddivisa in 7 distretti urbani (Stadtbezirk):
|     | Nome                  | Superficie (km²) | Abitanti |
| 100 | Walsum                | 21,10            | 51.406   |
| 200 | Hamborn               | 20,84            | 71.329   |
| 300 | Meiderich/Beeck       | 30,28            | 73.253   |
| 400 | Homberg/Ruhrort/Baerl | 37,1             | 40.671   |
| 500 | Duisburg-Mitte        | 34,98            | 105.529  |
| 600 | Rheinhausen           | 38,68            | 77.595   |
| 700 | Duisburg-Süd          | 49,84            | 73.087   |

(dati del 31-12-2008)

## Suddivisione in quartieri (Stadtteil)
Ogni distretto è suddiviso in più quartieri (Stadtteil).
Ad ogni quartiere è associato un codice numerico.
Il numero complessivo dei quartieri è di 46:
- 100 Walsum, con i quartieri:
  - 101 Vierlinden
  - 102 Overbruch
  - 103 Alt-Walsum
  - 104 Aldenrade
  - 105 Wehofen
  - 106 Fahrn

- 200 Hamborn, con i quartieri:
  - 201 Röttgersbach
  - 202 Marxloh
  - 203 Obermarxloh
  - 204 Neumühl
  - 205 Alt-Hamborn

- 300 Meiderich/Beeck, con i quartieri:
  - 301 Bruckhausen
  - 302 Beeck
  - 303 Beeckerwerth
  - 304 Laar
  - 305 Untermeiderich
  - 306 Mittelmeiderich
  - 307 Obermeiderich

- 400 Homberg/Ruhrort/Baerl, con i quartieri:
  - 401 Ruhrort
  - 402 Alt-Homberg
  - 403 Hochheide
  - 404 Baerl

- 500 Duisburg-Mitte, con i quartieri:
  - 501 Altstadt
  - 502 Neuenkamp
  - 503 Kaßlerfeld
  - 504 Duissern
  - 505 Neudorf-Nord
  - 506 Neudorf-Süd
  - 507 Dellviertel
  - 508 Hochfeld
  - 509 Wanheimerort

- 600 Rheinhausen, con i quartieri:
  - 601 Rheinhausen-Mitte
  - 602 Hochemmerich
  - 603 Bergheim
  - 604 Friemersheim
  - 605 Rumeln-Kaldenhausen

- 700 Duisburg-Süd, con i quartieri:
  - 701 Bissingheim
  - 702 Wedau
  - 703 Buchholz
  - 704 Wanheim-Angerhausen
  - 705 Großenbaum
  - 706 Rahm
  - 707 Huckingen
  - 708 Hüttenheim
  - 709 Ungelsheim
  - 710 Mündelheim